# Sudair Industrial City
Sudair Industrial City est un projet de nouvelle ville industrielle, sur 258 km2, à 120 km de Riyad et 160 km d'Al-Qassim, dans une zone de petites villes et de villages dont la population ne dépasse pas 100 000 habitants actuellement[Quand ?].